# Louis Allis
Louis Allis (Milwaukee, 30 dicembre 1866 – Milwaukee, 8 maggio 1950) è stato un golfista statunitense.

## Carriera
Allis partecipò al torneo individuale di golf ai Giochi olimpici di Saint Louis 1904, in cui giunse cinquantottesimo.